# Turbonilla styliformis
Turbonilla styliformis är en snäckart som beskrevs av Morch 1875. Turbonilla styliformis ingår i släktet Turbonilla och familjen Pyramidellidae. Inga underarter finns listade i Catalogue of Life.